# Salerano sul Lambro
Salerano sul Lambro (Salaràn in dialetto lodigiano) è un comune italiano di 2 661 abitanti della provincia di Lodi in Lombardia.

## Storia
La località fu attestata per la prima volta nel 1122, con il nome di Salarianum vicus. Riguardo all'origine del nome, la versione più accreditata, lo vuole derivante da "sale", perché in questo luogo le barche che risalivano il Lambro trovavano approdo per lo scarico e per il pagamento del dazio. Nel 1159 l'imperatore Federico Barbarossa concesse Saleriano al monastero di San Pietro in Ciel d'Oro.
Nel medioevo fu dapprima feudo dei Capitanei di Salerano, poi, dal 1307 al 1685 dei Vistarini, nobile famiglia lodigiana. Successori dei Vistarini nel possesso di Salerano furono i Sommariva, che, fino al primo decennio del Novecento mantennero il titolo di Marchesi di Salerano.
In età napoleonica (1809-16) al comune di Salerano furono aggregate Casaletto, Gugnano e Villa Rossa, ridivenute autonome con la costituzione del Regno Lombardo-Veneto.
Nel 1863 il comune di Salerano assunse la nuova denominazione di «Salerano sul Lambro», per distinguersi da Salerano Canavese.

### Simboli
Lo stemma e il gonfalone sono stati concessi con decreto del presidente della Repubblica del 4 novembre 1951.
Stemma
Gonfalone

## Società

### Evoluzione demografica
Abitanti censiti

### Etnie e minoranze straniere
Al 31 dicembre 2008 gli stranieri residenti nel comune di Salerano sul Lambro in totale sono 224, pari all'8,65% della popolazione. Tra le nazionalità più rappresentate troviamo:
- Romania, 50
- Ecuador, 38
- Marocco, 30

## Amministrazione
Segue un elenco delle amministrazioni locali.
| Periodo | Periodo | Primo cittadino     | Partito | Carica                  | Note |
| ------- | ------- | ------------------- | ------- | ----------------------- | ---- |
| 1946    | 1960    | Luigi De Franceschi |         | Sindaco                 |      |
| 1961    |         | Vittorio Siclari    |         | Commissario prefettizio |      |
| 1961    |         | Michele Barile      |         | Commissario prefettizio |      |
| 1961    | 1975    | Italo Chiodi        |         | Sindaco                 |      |
| 1975    | 1985    | Luigi Ferrari       |         | Sindaco                 |      |
| 1985    | 1999    | Angelo Dordoni      |         | Sindaco                 |      |
| 1999    | 2009    | Virgilio Ghianda    |         | Sindaco                 |      |
| 2009    |         | Stefania Marcolin   |         | Sindaco                 |      |

## Infrastrutture e trasporti
Fra il 1881 e il 1931 la località ospitò una fermata della tranvia Melegnano-Sant'Angelo Lodigiano.